# Kerilia jerdonii
Kerilia jerdonii är en ormart som beskrevs av Gray 1849. Kerilia jerdonii ingår i släktet Kerilia, och familjen giftsnokar och underfamiljen havsormar. IUCN kategoriserar arten globalt som livskraftig.

## Underarter
Arten delas in i följande underarter:
- K. j. jerdonii
- K. j. siamensis

## Utbredning
Arten finns i Bengaliska viken från Malackasundet till Thailandsviken och Indonesien. Den har påträffats i Indonesien, Malaysia, Myanmar, Singapore, Sri Lanka och Taiwan.

## Habitat
Kerilia jerdonii lever grus och sandiga leriga bottnar. Arten påträffas på 20 till 30 meters djup.